# Phare de Punta Lutrin
Le phare de Punta Lutrin  (en espagnol : Faro Punta Lutrin) est un phare actif situé sur Punta Lutrin à Lota, (Province de Concepción), dans la région du Biobío au Chili.
Il est géré par le Service hydrographique et océanographique de la marine chilienne dépendant de la Marine chilienne.

## Histoire
Le phare, inauguré le 31 décembre 1894, se trouve sur l'une des extrémités du célèbre Parc Lota, jardin botanique de Lota.
Ce phare est important pour guider les navires vers les terminaux miniers de Lota et Coronel, dans le golfe d'Arauco.

## Description
Le phare est une  tour octogonale en fonte, avec une galerie et une lanterne de 13,5 m de haut. La tour est peinte en blanc avec une bande rouge. Il émet, à une hauteur focale de 49 m, un éclat blanc par période de 5 secondes. Sa portée est de 8 milles nautiques (environ 15 km).
Identifiant : ARLHS : CHI-071 - Amirauté : G1768 - NGA : 111-1452 .
|          |
| Le phare |

### Lien connexe
- Liste des phares du Chili